# Liechtensteiner Volksblatt

Ehemaliges Logo

Das Liechtensteiner Volksblatt galt bis zu seiner Einstellung im März 2023 als die älteste Tageszeitung in Liechtenstein. Sie wurde von der Liechtensteiner Volksblatt AG herausgegeben. Sie erreichte 2015 eine Auflage von 9.000 Exemplaren, bis zum Februar 2023 fiel die Auflage auf 3'800 Exemplare. Donnerstags wurde eine Grossauflage von 21.000 Exemplaren verteilt (Stand 2015). Der Sitz der Redaktion befand sich in Schaan.

## Geschichte

### Gründungsgeschichte

Titelblatt der ersten Ausgabe des Liechtensteiner Volksblatts vom 16. August 1878

Die Zeitung erschien erstmals am 16. August 1878 und wurde vom Presseverein Liechtensteiner Volksblatt verlegt. Initiator und erster Redaktor (bis 1884) war der fürstliche Hofkaplan Johann Franz Fetz.

### Entwicklungen
Bis 1918 war das Volksblatt eine Wochenzeitung, ab 1919 erschien es zweimal, ab 1927 dreimal, ab 1962 viermal, ab 1978 fünfmal in der Woche. Ab Januar 1985 erschien es täglich (ausser Sonntag).
Seit September 2006 wurde das Volksblatt von der Liechtensteiner Volksblatt AG herausgegeben, die aus dem ehemaligen Presseverein entstanden war. Im Oktober 2006 stieg der Vorarlberger Medienunternehmer Eugen Russ (Vorarlberger Medienhaus) mit einer Minderheitsbeteiligung in das Verlagshaus ein. Die Mehrheit der Aktien blieb dabei weiterhin in liechtensteinischem Besitz. Anfang 2018 wurde zur Kosteneinsparung die gedruckte Dienstagsausgabe eingestellt.

### Einstellung und Abwicklung
Die letzte Ausgabe des Volksblattes vom 4. März 2023 erschien als Sonderausgabe, die sich auf die Geschichte der Tageszeitung konzentrierte. Die «normale Auflage» hatte zuletzt eine Anzahl von 3'800 Exemplaren. Im Zuge der Einstellung befindet sich die Herausgeberin, die Liechtensteiner Volksblatt AG, in einem Liquidationsprozess. Gründe der Einstellung waren sinkende Werbeeinnahmen (auch amtliche Inserate wurden gekürzt), eine konstante Abnahme der Printabonnenten und die mangelnde Bereitschaft der Leser des digitalen Angebots, für kostenpflichtige Artikel zu zahlen. Zuzüglich galten die Kleinheit des liechtensteinischen Marktes sowie die steigenden Papierpreise als erschwerend. Der Verwaltungsrat habe sich zwar intensiv bemüht, das Volksblatt weiterzuführen, der wirtschaftliche Betrieb erschien aber – trotz des Einbezugs externer Spezialisten, Kapitalerhöhungen und finanzieller Zuschüsse – als nicht mehr realisierbar. Das Konkurrenzblatt Liechtensteiner Vaterland gab bekannt, die Abonnenten des Volksblattes zu übernehmen. Das Liechtensteiner Vaterland reagierte mit einer Statutenänderung und damit mit einer Distanz zur Vaterländischen Union. Die Frankfurter Allgemeine Zeitung kommentierte die Einstellung des Volksblattes so:

«2015 wurden noch täglich 9000 Zeitungen gedruckt, nun erscheint das ‹Liechtensteiner Volksblatt› nicht mehr. Trotzdem bleibt die Reichweite der gedruckten Presse im Fürstentum so hoch wie sonst nirgends. […] Erstaunlich ist, dass im Fürstentum bis ins Jahr 2023 überhaupt zwei Tageszeitungen überleben konnten.»

Im November 2023 sicherte sich die FBP die Marke «Volksblatt».
Seit Ende November 2023 stellt die Liechtensteinische Landesbibliothek alle bis zur Einstellung erschienenen Tagesausgaben auf der Webplattform eLiechtensteinensia zur Verfügung.

## Profil
Das Liechtensteiner Volksblatt stand der FBP nahe. Es finanzierte sich durch Abonnements und den Verkauf von Inseraten. Die Zeitung erschien in deutscher Sprache und beschäftigte sich mit tagesaktuellen Themen überwiegend aus der Region Liechtenstein, Schweiz und Österreich.
Die Nähe zur FBP wurde im Redaktionsstatut der Zeitung festgehalten. Das Volksblatt konnte aber im Laufe ihrer Entwicklung journalistische Unabhängigkeit gewinnen.
Günther Boss, zugehörig zum Verein für eine offene Kirche, kritisierte bei kath.ch die Monopolstellung des Vaterlandes aufgrund der Einstellung des Volksblattes. Es sei gut gewesen, dass Liechtenstein zwei Zeitungen hatte, die einander korrigiert hätten. Zudem charakterisierte Boss das Volksblatt als nicht so «wohlwollend» dem Erzbistum Vaduz gegenüber.

## Aufbau
Das Liechtensteiner Volksblatt wurde nach Bedarf und z. B. wie folgt gegliedert:
- Titelseite mit aktuellem Tagesthema
- Inlandsnachrichten
- Politik (meist Europa)
- Wirtschaftsnachrichten
- Sport
- Kultur
- Serviceseite und Wetter
- Panorama